# Старочемоданово
Старочемода́ново — бывшее село Лев-Толстовского района Липецкой области, ныне расположенное на территории Гагаринского сельсовета.
Согласно документам, сегодня как отдельный населённый пункт не существует.
Возникло в XVIII веке. В документах 1771 года отмечается сельцо Миха́йловское (Чемода́ново).
Находилось у шоссе Лев Толстой — Гагарино в истоке реки Булавки (в 2,5 к западу от деревни Озерки). По версии топонимиста В. А. Прохорова, название связано с фамилией Чемоданов.
Неподалёку во второй половине XIX века появилось село, которое стало называться Новочемоданово.
Старочемоданово существовало как село ещё в 1980-х годах. На сегодняшний день в официальных документах его нет.